# Avanhandava (ort)
Avanhandava är en ort i Brasilien.   Den ligger i kommunen Avanhandava och delstaten São Paulo, i den södra delen av landet, 700 km söder om huvudstaden Brasília. Avanhandava ligger 441 meter över havet och antalet invånare är 11 311.
Terrängen runt Avanhandava är platt. Närmaste större samhälle är Penápolis, 14,0 km väster om Avanhandava.
Omgivningarna runt Avanhandava är en mosaik av jordbruksmark och naturlig växtlighet. Runt Avanhandava är det ganska glesbefolkat, med 50 invånare per kvadratkilometer.